# Gillis Grafström
Gillis Grafström (Estocolmo, Suécia, 7 de junho de 1893 – Potsdam, Alemanha, 14 de abril de 1938) foi um patinador artístico sueco. Ele conquistou por três vezes seguidas a medalha olímpica de ouro no individual masculino em Antuérpia 1920, Chamonix 1924 e St. Moritz 1928, além de uma medalha de prata em Lake Placid 1932. Em 1976 foi incluído no World Figure Skating Hall of Fame.
Tornou-se a primeira e única pessoa a ganhar medalhas de ouro tanto nos Jogos Olímpicos de Verão quanto nos Jogos Olímpicos de Inverno, num mesmo evento.

## Principais resultados
| Resultados                                            | Resultados       | Resultados    | Resultados    | Resultados    | Resultados      | Resultados      | Resultados      | Resultados      | Resultados      | Resultados      | Resultados       | Resultados    | Resultados    | Resultados    | Resultados    | Resultados    | Resultados    |
| Internacional                                         | Internacional    | Internacional | Internacional | Internacional | Internacional   | Internacional   | Internacional   | Internacional   | Internacional   | Internacional   | Internacional    | Internacional | Internacional | Internacional | Internacional | Internacional | Internacional |
| Evento/Temporada                                      | 1911– 1912       |               | 1913– 1914    |               | 1916– 1917      | 1917– 1918      | 1918– 1919      | 1919– 1920      |                 | 1921– 1922      |                  | 1923– 1924    |               | 1927– 1928    | 1928– 1929    |               | 1931– 1932    |
| ----------------------------------------------------- | ---------------- | ------------- | ------------- | ------------- | --------------- | --------------- | --------------- | --------------- | --------------- | --------------- | ---------------- | ------------- | ------------- | ------------- | ------------- | ------------- | ------------- |
| Jogos Olímpicos de Verão                              |                  |               |               |               |                 | Medalha de ouro |                 |                 |                 |                 |                  |               |               |               |               |               |               |
| Jogos Olímpicos de Inverno                            |                  |               |               |               |                 |                 |                 | Medalha de ouro | Medalha de ouro |                 | Medalha de prata |               |               |               |               |               |               |
| Campeonato Mundial                                    |                  | 7.º           |               |               |                 |                 | Medalha de ouro | Medalha de ouro |                 | Medalha de ouro |                  |               |               |               |               |               |               |
| Campeonato Nórdico                                    |                  |               |               |               |                 | Medalha de ouro |                 |                 |                 |                 |                  |               |               |               |               |               |               |
| Nacional                                              |                  |               |               |               |                 |                 |                 |                 |                 |                 |                  |               |               |               |               |               |               |
| Campeonato Sueco                                      | Medalha de prata |               |               |               | Medalha de ouro | Medalha de ouro | Medalha de ouro |                 |                 |                 |                  |               |               |               |               |               |               |
|                                                       |                  |               |               |               |                 |                 |                 |                 |                 |                 |                  |               |               |               |               |               |               |
| Legenda: Competição não foi disputada nesta temporada |                  |               |               |               |                 |                 |                 |                 |                 |                 |                  |               |               |               |               |               |               |